# Guajiro (paroisse civile)
Pour les articles homonymes, voir Guajiro.
Guajiro est l'une des six paroisses civiles de la municipalité de Buchivacoa dans l'État de Falcón au Venezuela. Sa capitale est Guajiro.

## Géographie
Outre sa capitale Guajiro, la paroisse civile comporte peu de localités, parmi lesquelles San Juan à laquelle elle est reliée par la voie Local 2